# The Riot Club
Pour les articles homonymes, voir Posh (homonymie).
Pour plus de détails, voir Fiche technique et Distribution.
The Riot Club est un film dramatique britannique réalisé par Lone Scherfig, sorti en 2014. Il s'agit de l'adaptation de la pièce de théâtre Posh (en) de Laura Wade (en), une fiction s'inspirant du Bullingdon club.

## Synopsis
Le Riot Club est réservé à l’élite de la nation britannique. Ce cercle très fermé, très secret, de l’université d'Oxford fait de la débauche et de l’excès son modèle depuis trois siècles. Miles et Alistair, tous deux étudiants en première année et rejetons d'illustres familles, ne reculeront devant rien pour avoir l’honneur d’en faire partie, le premier se révélant néanmoins, au fil de l'initiation au club, infiniment plus raisonnable, civilisé et respectueux d'autrui que le second.

## Fiche technique
- Titre original : The Riot Club
- Réalisation : Lone Scherfig
- Scénario : Laura Wade (en), d'après sa pièce de théâtre Posh (en)
- Direction artistique : Alice Normington
- Décors : Andrea Matheson et Julian Nix
- Costumes : Steven Noble
- Photographie : Sebastian Blenkov
- Son : Glenn Freemantle
- Montage : Jake Roberts
- Musique : Kasper Winding
- Production : Graham Broadbent et Peter Czernin
- Société de production : Blueprint Pictures
- Société de distribution : Universal Pictures
- Pays d’origine :  Royaume-Uni,  France
- Langue originale : anglais
- Format : couleur
- Genre : drame
- Durée : 106 minutes
- Dates de sortie  :
  - Canada : 6 septembre 2014 (Festival international du film de Toronto 2014)
  - Royaume-Uni : 19 septembre 2014
  - France : 31 décembre 2014

## Distribution
- Max Irons (VF : Donald Reignoux) : Miles Richards
- Sam Claflin (VF : Tony Marot) : Alistair Ryle
- Douglas Booth (VF : Damien Le Délézir) : Harry Villiers
- Amber Anderson : Lady Anne
- Natalie Dormer : Charlie
- Freddie Fox (VF : Clet Beyer) : James Leighton-Masters
- Ben Schnetzer (VF : Tristan Le Doze) : Dimitri Mitropoulos
- Holliday Grainger (VF : Rose-Hélène Michon) : Lauren
- Matthew Beard (VF : Tangi Simon) : Guy Bellingfield
- Sam Reid (VF : Arnaud Stéphan) : Hugo Fraser-Tyrwhitt
- Olly Alexander (VF : Achille Grimaud) : Toby Maitland
- Jack Farthing (VF : Christophe Seugnet) : George Balfour
- Josh O'Connor (VF : Ewan Le Vraux) : Ed Montgomery
- Gordon Brown : le tenancier du pub et père de Rachel
- Jessica Brown Findlay (VF : Anouck Montreuil) : Rachel
- Tom Hollander (VF : Fred Renno) : Jeremy, l'oncle d'Harry Villiers
- Anastasia Hille : la mère d'Alistair Ryle
- Harry Lloyd : Lord Riot
- Tony Way : l'un des agresseurs d'Alistair Ryle

Source : Version française (VF) sur le carton du doublage français sur le DVD zone 2.

## Distinctions

### Sélections
- Festival du film britannique de Dinard 2014 : sélection officielle
- Festival international du film de Toronto 2014 : sélection « Gala Presentations »